# Lemmus amurensis
Espèce
Statut de conservation UICN

 LC  : Préoccupation mineure
Lemmus amurensis est une espèce de lemmings de la famille des cricétidés endémique de Russie.

## Répartition et habitat
Cette espèce vit en Russie, où on la trouve dans les taïgas de mélèzes.